# باتريك فيريل
باتريك فيريل (بالإنجليزية: Patrick Ferrell)‏ هو لاعب كرة قدم أمريكية أمريكي، ولد في 2 مارس 1965 في برمنغهام في الولايات المتحدة.